# كيث سميث (لاعب كرة قاعدة أمريكي)
كيث سميث (بالإنجليزية: Keith Smith)‏ هو لاعب كرة قاعدة أمريكي، ولد في 20 أكتوبر 1961 في لوس أنجلوس في الولايات المتحدة.

## وصلات خارجية
- كيث سميث على موقعبيزبول رفرنس.كوم (الدوري الرئيسي) (الإنجليزية)